# جيمس ماكجرو
جيمس ماكجرو (بالإنجليزية: James McGraw)‏ هو عالم بيئة أمريكي، ولد في 10 يونيو 1956 في كولومبوس في الولايات المتحدة.